# Bataille de la Vivantière
Guerre de Vendée
Batailles
La bataille de la Vivantière se déroule le 28 février 1794 pendant la guerre de Vendée. Elle s'achève par la victoire des Vendéens qui repoussent une attaque des républicains, mais elle s'accompagne aussi du massacre par les patriotes de plusieurs centaines d'habitants.

## Prélude
Le 27 février 1794, le général républicain Étienne Cordellier est aux landes de Boisjarry, près de Rocheservière et de Vieillevigne, où il est informé de la présence des troupes vendéennes du général Charette aux Lucs-sur-Boulogne, située à 5 kilomètres plus au sud,,. Cordellier annonce alors au général en chef Louis Marie Turreau et au général Duquesnoy qu'il prévoit de les attaquer le lendemain, « à la pointe du jour »,,. Il écrit alors que Charette est « aux abois » et « sans ressources », tandis que « ses frères d'armes sont découragés et fuient nos phalanges républicaines, comme des moutons devant le chien du berger »,.

## Forces en présence
Les forces en présence ne sont pas connues avec exactitude. Dans sa lettre adressée la veille du combat au général en chef Turreau, le général Cordellier affirme que Charette n'a pas 2 000 hommes sous ses ordres. Dans ses mémoires, le chef royaliste Pierre-Suzanne Lucas de La Championnière oppose 4 500 républicains à 1 200 Vendéens. D'après Le Bouvier-Desmortiers et Lucas de La Championnière, les forces de Charette sont renforcées peu avant le début des combats par une troupe menée par Louis Guérin,. Celle-ci est forte de 600 hommes pour Le Bouvier-Desmortiers et de 300 d'après Lucas de La Championnière. Pour l'historien Lionel Dumarcet, les républicains disposent de 2 000 à 3 000 hommes.

## Déroulement
Le matin du 28 février, les républicains quittent les landes de Boisjarry et attaquent Les Lucs-sur-Boulogne par le nord,. Les troupes de Charette bivouaquent quant à elles dans les landes de la Vivantière, au sud des Lucs,.
Cordellier divise ses troupes en deux colonnes : l'une menée par lui-même et par le général Crouzat et l'autre par le chef de bataillon Matincourt, commandant du 4e bataillon des Ardennes, âgé de 28 ans et originaire d'Autrecourt,. Cette dernière colonne est constituée du 29e régiment d'infanterie, du 6e bataillon de volontaires de Paris, du 4e bataillon de volontaires des Ardennes et de quelques cavaliers,. Sur l'aile droite, Cordellier et Crouzat doivent alors faire mouvement sur le village du Grand-Luc, tandis que Matincourt doit se porter sur le village du Petit-Luc et couper la retraite des Vendéens sur L'Herbergement,.
Cordellier suit la rive gauche de la Boulogne, mais sa colonne marche dans une grande confusion et prend du retard. Matincourt file quant à lui le long de la rive droite de la rivière. Rapidement, les républicains se dispersent en petits groupes et commencent à incendier les fermes sur leur passage et à fusiller les habitants qu'ils rencontrent,. L'opération militaire dégénère en massacre général au cours duquel des centaines d'hommes, de femmes et d'enfants sont mis à mort. Par trois fois, Matincourt tente, sans succès, de faire reformer les rangs, mais il finit cependant par aborder le Petit Luc. Les tirailleurs républicains ne rencontrent que quelques combattants vendéens et se lancent à leur poursuite pendant environ une heure. Cependant, Charette fait ensuite son apparition avec le gros de ses forces et surprend complètement les hommes de Matincourt. Trop éparpillés, ces derniers prennent la fuite et entraînent dans leur déroute les hommes de Crouzat avant que ces derniers n'aient pu engager le combat. Cordellier est quant à lui très en arrière, une partie de sa colonne n'ayant toujours pas franchi le défilé du moulin de l'Audrenière, pourtant située non loin de son point de départ. Toutes les colonnes républicaines se replient alors sur Legé, au nord-ouest des Lucs. Les Vendéens arrêtent leur poursuite aux abords de la ville.

## Pertes
Le 5 mars, dans une lettre adressée au Comité de Salut public, les représentants en mission Prieur de la Marne et Garrau évoquent une perte d'environ 25 hommes dans le combat livré aux Lucs,. Cependant en 2010, l'historien Jacques Hussenet estime après de nouvelles recherches que les pertes républicaines sont d'une centaine de morts, soit 4% des effectifs.
Du côté des Vendéens, le général Cordellier affirme dans ses mémoires, rédigées en 1798, que 25 royalistes ont été tués aux Lucs.

## Conséquences
Après le combat, Charette abandonne les Lucs et file vers le sud. Il passe la nuit au château du Pont-de-Vie, dans la commune du Poiré-sur-Vie, et attaque ensuite La Roche-sur-Yon, sans succès.
Les forces républicaines se remettent rapidement en mouvement. Présent à Machecoul au moment du combat aux Lucs, le général Haxo annonce le lendemain son départ pour Palluau avec une colonne de 2 000 hommes,. De son côté, Cordellier lance une contre-attaque sur Les Lucs avec ses colonnes et celle de Legé, dirigée par Rouget, le commandant du 4e bataillon de volontaires des Deux-Sèvres, qui dépend du général Haxo,. Les républicains ne trouvent aucune trace des troupes de Charette et commettent de nouveaux massacres entre Legé et les Lucs,.
Matincourt et arrêté et enfermé à Nantes sur ordre du général Cordellier. Le 4 mars, celui-ci le dénonce aux représentants en mission en l'accusant d'avoir causé la défaite de ses troupes aux Lucs : « le citoyen Matincourt s'est ingéré à faire courir ses troupes çà et là et sans ordre à la poursuite de quelques brigands. [...] Le citoyen Matincourt est coupable d'un grand crime, et dont la République demande vengeance ». Cependant le 8 avril, 58 officiers, sous-officiers et volontaires signent une déclaration pour prendre la défense de leur commandant. Matincourt passe en jugement à Nantes, devant la commission militaire Lenoir, mais il est acquitté et réintégré dans son commandement,.